# Mountain Ranch
Mountain Ranch is een plaats in Calaveras County in de Amerikaanse staat Californië.

## Geografie
Mountain Ranch bevindt zich op 38°15′6″ NB en 120°30′51″ WL. De totale oppervlakte bedraagt 106,9 km² (41,3 mijl²) waarvan 106,7 km² (41,2 mijl²) land is en 0,2 km² (0,1 mijl²) of 0,15% water is.

## Demografie
Volgens de census van 2000 bedroeg de bevolkingsdichtheid 14,6/km² (37,8/mijl²) en bedroeg het totale bevolkingsaantal 1557 dat bestond uit:
- 90,30% blanken
- 1,41% zwarten of Afrikaanse Amerikanen
- 1,73% inheemse Amerikanen
- 0,83% Aziaten
- 0,58% andere
- 5,14% twee of meer rassen
- 5,07% Spaans of Latino

Er waren 656 gezinnen en 474 families in Mountain Ranch. De gemiddelde gezinsgrootte bedroeg 2,37.

## Plaatsen in de nabije omgeving
De onderstaande figuur toont nabijgelegen plaatsen in een straal van 16 km rond Mountain Ranch.